# 오이와케역 (시가현)
오이와케역(일본어: 追分駅)은 일본 시가현 오쓰시에 있는 게이한 전기철도 게이한 게이신 선의 역이다. 역 번호는 OT33이다.
시가 현의 역에서는 최서단에 위치하고 있다.

## 역사
- 1912년 8월 15일: 게이신 전기궤도 후루카와초 ~ 나기쓰지 구간 개통과 함께 영업 개시.
- 1925년 2월 1일: 회사 합병으로 게이한 전기철도의 역이 됨.
- 1932년 2월 16일: 국도 제1호선의 개수 공사로 병용 궤도에서 전용 궤도화가 됨.
- 1943년 10월 1일: 회사 합병으로 게이한신 급행 전철의 역이 됨.
- 1949년 12월 1일: 회사 분리로 다시 게이한 전기철도의 역이 됨.
- 1974년 10월 17일: 니시오쓰 나들목 설치 및 국도 제1호선의 확장 공사에 따라 오이와케 역 인근 선로를 북쪽으로 약 15m이전하고 공사의 지진제 거행.
- 1979년 9월 20일: 신역사 사용 개시.
- 2002년 3월 1일: 게이신 선에 "스루카 KANSAI"시스템 도입을 위한 자동 개찰기·정산기를 설치, 사용 개시.
- 2007년 4월 1일: IC카드 "PiTaPa"의 이용 개시.
- 2013년 9월 15일: 태풍 18호의 호우로 지하 통로가 수몰함[2].

## 역 구조
상대식 승강장 2면 2선의 지상역이다. 선로의 지하와 역 남쪽의 국도 제1호선의 지하에 남북 자유 통로에서 승강장과 연결된다. 상하행선에서 개찰구가 독립되어 있기 때문에 개찰구 내에서 승강장 사이로 오갈 수 없고 개찰구는 각 승강장의 하마오쓰 방향에 있다.
역무원은 통상 교토 방면 승강장의 개찰구에 위치하고 하마오쓰 방면 행렬 차량 도착 시에는 반대편 승강장의 개찰구에 왕복 집권 등을 실시한다. 단, 역무원이 배치된 것은, 평일에는 아침 러시아 워와 오후부터 야간까지, 주말에는 낮만. 그 이외의 시간대는 무인으로 운영된다. 또한, 자동 개찰기는 개폐식이 되지 않아서 IC카드의 카드 리더기도 따로 마련되어 있다.
오쓰 그림의 발상지와 언어가 있고 800계에 대응하면서 승강장을 개량했을 때는 승강장 지붕의 벽면에 오쓰 그림의 복제가 2장씩 붙어 있다.

### 승강장
| 북쪽 | ■ 게이신 선 (상행) | 하마오쓰・이시야마데라・사카모토 방면                                                              |
| 남쪽 | ■ 게이신 선 (하행) | 산조케이한・교토시야쿠쇼마에・우즈마사텐진가와・데마치야나기・오사카 (요도야바시・나카노시마) 방면 |

※ 두 승강장의 유효 길이는 4량으로 승강장 번호는 설정되지 않았다.

## 역 주변
지형적으로는 오오사카코시보다 서쪽(교토 부 측)이지만 시가 현에 포함된다. 오쓰 그림의 발상지이다.
- 국도 제1호선
- 국도 제161호선
- 오쓰 후지오 간이 우체국
- 오쓰 시립 후지오 초등학교
- 오쓰 후지오 시민 센터
- 간세이지
- 부쓰류지
- 셋슈인
- 교토 히가시 나들목 (메이신 고속도로)

## 인접역
| 게이한 전기철도 ■ 게이한 게이신 선 | 게이한 전기철도 ■ 게이한 게이신 선 | 게이한 전기철도 ■ 게이한 게이신 선 |
| ---------------------------------- | ---------------------------------- | ---------------------------------- |
| OT32 시노미야 미사사기 방면        |                                    | 오타니 OT34 하마오쓰 방면          |